# Porsche-Diesel Junior 109 G

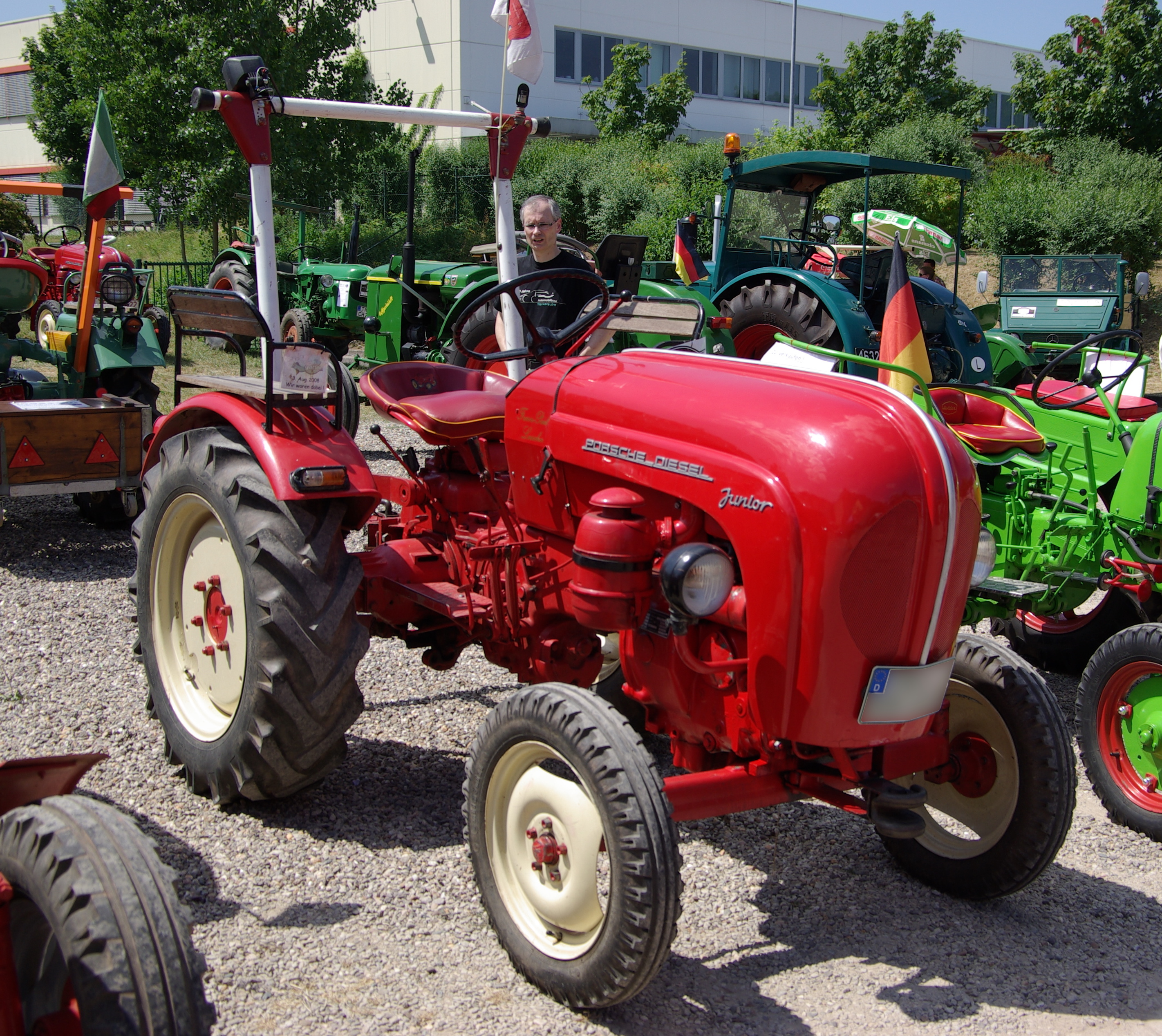
Porsche-Diesel Junior 109

Der Porsche-Diesel Junior 109 G ist ein Traktor der Porsche-Diesel Motorenbau GmbH, die ihren Sitz in Friedrichshafen am Bodensee hatte und von 1961 bis 1963 den Porsche-Diesel Junior 109 G mit einer Stückzahl von 2.500 Exemplaren produzierten.
Im Jahre 1963 verkaufte Porsche seine Traktorenproduktion an Renault. Im gleichen Jahr wurde auch die Produktion des Junior 109 G eingestellt. Der Junior 109 G zeichnete sich durch 1-Zylinder-Dieselmotor aus, der einen Hubraum von 875 cm³ besaß und eine Leistung von 11 kW erbrachte. Die Höchstgeschwindigkeit des Schleppers lag bei 19,9 km/h. Zudem verfügte der Porsche-Diesel Junior 109 G über 6 Vorwärts- und 2 Rückwärtsgänge. Dadurch konnte er sich jederzeit den Bedingungen des Untergrunds anpassen. Zudem besaß der Junior 109 G eine Lenkbremse, die zur besseren Steuerung des Schleppers beitragen sollte. Die Maße des Schleppers betrugen 2560 × 1490 × 1500 mm, wobei er ein Leergewicht von ca. 875 kg aufwies. Die Spurweite des Junior 109 G betrug hinten 1500 mm und vorne 1160 mm. Der Radstand des Junior 109 G betrug 1544 mm.